# Johannes Brost
Edvard Johannes Brost Forssell, né le 25 septembre 1946 à Stockholm (Suède) et mort le 4 janvier 2018 à Lund (Suède), est un acteur suédois.

## Biographie
Johannes Brost naît du journaliste Sven Forssell et de l'actrice Gudrun Brost (en).

## Filmographie

### Au cinéma

#### Courts-métrages
- 1973 : Åttonde budet
- 1981 : Det stora barnkalaset
- 2014 : Barracuda
- 2015 : Lea & skogspiraterna
- 2017 : Gröllop
- 2017 : The Wedneral

#### Longs-métrages
- 1979 : Barnförbjudet : Staff at daycare center
- 1981 : Varning för Jönssonligan : Rånare
- 1982 : Gräsänklingar : Rånaren
- 1983 : Kalabaliken i Bender : Överste Rålambs
- 1983 : Moderna människor : The ex-fiancé
- 1984 : Sköna juveler : Harry Jansson
- 1985 : Stilleben : Mebel
- 1986 : Min pappa är Tarzan : Curt
- 1986 : Jönssonligan dyker upp igen : Järnarmen
- 1987 : Fadern, sonen och den helige ande
- 1988 : The Visitors : Allan
- 1990 : BlackJack : Lennart
- 1991 : Le Viking blanc : Kolbeinn
- 1992 : Bel été pour Fanny : Friend of Fanny and Zac
- 1994 : Good Night, Irene : Eddie
- 2009 : Bröllopsfotografen : Claes
- 2011 : Avalon : Janne
- 2012 : Cabin of the Death : Gunnar
- 2012 : Sean Banan inuti Seanfrika : Ambassadören
- 2013 : Orion : Glenn Wiil
- 2013 : Passagerare : Joe
- 2013 : Studentfesten : Zackes Pappa
- 2014 : Min så kallade pappa : Franks pappa

### Télévision

#### Séries télévisées
- 1972 : Herrarna i hagen : Water Skiing Teacher
- 1981 : Stjärnhuset : Astro
- 1982 : Skulden : Poeten
- 1984 : Nya himlar och en ny jord : Napoleon Berger
- 1984 : Svenska brott : Assistenten
- 1986 : Femte generationen : Pilot
- 1991 : Barnens Detektivbyrå : Thug
- 1991 : Uppfinnaren : Månen
- 1992-2002 : Rederiet : Torbjörn 'Joker' Jonasson
- 1995 : I staden bor en ängel : Walles dad
- 1996 : Kalender für alle : Günther (1996) (non crédité)
- 1997 : Detta har hänt : Janne
- 2012 : Hellenius Hörna : Hotellreceptionist
- 2013 : En pilgrims död : Persson
- 2013 : Lilyhammer : Stanley
- 2013 : Maria Wern : Lennart
- 2015 : Beck (Den fjärde mannen) : Rimfors
- 2015 : Le Quatrième Homme : Persson
- 2015-2017 : Jordskott, la forêt des disparus : Pekka Koljonen / Dr. Koljonen
- 2017 : Fröken Frimans krig : Sievert Lindberg
- 2017 : Gabriel Klint : Betto

#### Téléfilms
- 1982 : Vår stad : Crowell
- 1983 : Med Lill-Klas i kappsäcken : Flyttkarl
- 1985 : Den tragiska historien om Hamlet - Prins av Danmark : Gyldenstern
- 1985 : Det är mänskligt att fela : Nurse
- 1985 : Fridas flykt : Bengt
- 1985 : Krympningen : Hermansson
- 1986 : Plötsligt skulle vi skiljas
- 1994 : Änkeman Jarl : Försäljaren
- 1999 : Trettondagsafton
- 2004 : Kaos i folkparken : Lillslangen

### Interprète (chants)
- 1993-1999 : Rederiet (série télévisée)